# Pontecchio Polesine
Pontecchio Polesine ist eine nordostitalienische Gemeinde (comune) mit 2217 Einwohnern (Stand 31. Dezember 2023) in der Provinz Rovigo in Venetien. Die Gemeinde liegt etwa sechs Kilometer südsüdöstlich von Rovigo.

## Geschichte
Die Ortschaft wird 753 nach Girolamo Tiraboschi in einer Schenkung des Klosters von Nonantola als Ponticulum erwähnt.